# Fiona Murtagh
Fiona Murtagh (* 11. Juli 1995 in Galway) ist eine irische Ruderin. Sie gewann die Silbermedaille bei den Europameisterschaften 2021 im Vierer ohne. Dreieinhalb Monate später erhielt sie eine olympische Bronzemedaille.

## Karriere
Murtagh begann 2009 mit dem Rudersport. 2013 startete sie bei den Junioren-Weltmeisterschaften mit Jasmine English, Erin Barry und Bernadette Walsh im Doppelvierer. Gemeinsam belegten sie am Ende den fünften Platz im C-Finale und damit insgesamt den 17. Platz.
Im irischen Vierer ohne Steuerfrau nahm sie an den Europameisterschaften 2020 teil. Mit Aifric Keogh, Eimear Lambe und Aileen Crowley gewann sie die Bronzemedaille hinter den Booten aus den Niederlanden und Italien. 2021 rückte Emily Hegarty für Aileen Crowley in den Vierer ohne. In der neuen Kombination gewannen sie bei der Europameisterschaft 45/100 Sekunden hinter den Niederländerinnen die Silbermedaille. Bei der Olympischen Regatta in Tokio siegten die Australierinnen vor den Niederländerinnen und den Irinnen.
2022 ruderten Murtagh und Hegarty bei den Europameisterschaften in München auf den vierten Platz im Zweier ohne Steuerfrau. Bei den Weltmeisterschaften 2022 bildeten Aifric Keogh, Eimear Lambe, Murtagh und Hegarty den irischen Vierer und wurden Sechste. Keogh, Tara Hanlon, Murtagh und Lambe wurden 2023 Fünfte bei den Europameisterschaften in Bled. Danach wechselten Keogh und Murtagh in den Zweier und wurden Vierte bei den Weltmeisterschaften 2023 in Belgrad. Bei den Olympischen Spielen 2024 in Paris belegten Keogh und Murtagh als Zweite des B-Finales den achten Platz in der Gesamtwertung.

## Internationale Erfolge
- 2013: 17. Platz Junioren-Weltmeisterschaften im Doppelvierer
- 2020: Bronzemedaille Europameisterschaften im Vierer ohne
- 2021: Silbermedaille Europameisterschaften im Vierer ohne
- 2021: Bronzemedaille Olympische Spiele 2020 im Vierer ohne
- 2022: 4. Platz Europameisterschaften im Zweier ohne
- 2022: 6. Platz Weltmeisterschaften im Vierer ohne
- 2023: 5. Platz Europameisterschaften im Vierer ohne
- 2023: 4. Platz Weltmeisterschaften im Zweier ohne
- 2024: 8. Platz Olympische Spiele im Zweier ohne